# Гросреда
Гросреда (њем. Großröda) општина је у њемачкој савезној држави Тирингија. Једно је од 40 општинских средишта округа Алтенбургер Ланд. Према процјени из 2010. у општини је живјело 241 становника. Посједује регионалну шифру (AGS) 16077013.

## Географски и демографски подаци
Гросреда се налази у савезној држави Тирингија у округу Алтенбургер Ланд. Општина се налази на надморској висини од 218 метара. Површина општине износи 2,7 km². У самом мјесту је, према процјени из 2010. године, живјело 241 становника. Просјечна густина становништва износи 90 становника/km².